# Stazione di Cerro
La stazione di Cerro è una stazione ferroviaria della ferrovia Circumetnea sita nella località omonima, in territorio del comune di Castiglione di Sicilia.

## Storia
La prima stazione di Cerro era denominata stazione di Castiglione in quanto a servizio del centro abitato di Castiglione di Sicilia; entrò in servizio nel 1896 con l'inaugurazione del tratto di ferrovia Randazzo-Giarre.
La stazione originaria venne sepolta da una colata lavica dell'Etna il 19 giugno del 1923 e ricostruita insieme alla variante di tracciato, realizzata nel 1926 nella località più a valle del comune di Castiglione chiamata "Cerro", da cui dista 3,25 chilometri ma è densa di fondi agricoli.

## Strutture e impianti
La stazione ha un piccolo edificio a tre luci e due elevazioni, posto a nord-est del binario, con pensilina. In tempi recenti il fabbricato ha subito una completa ristrutturazione. È provvista di due binari con scambi elettrici e segnali distinti per binario. Un binario tronco adiacente al primo binario completa l'impianto.

## Interscambi
- Fermata autobus extraurbani.